# Copa Conmebol 1997
Copa CONMEBOL 1997 var 1997 års säsong av den sydamerikanska fotbollsturneringen Copa CONMEBOL som vanns av den brasilianska klubben Atlético Mineiro. Det var klubbens andra titel och togs efter en seger mot Club Atlético Lanús från Argentina (som var regerande mästare) efter 5-2 totalt.
I turneringen deltog fyra lag från Brasilien; två lag från Argentina, Bolivia, Colombia, Uruguay och Venezuela; ett lag från Chile, Ecuador, Paraguay och Peru.

## Inledande omgång
| Lag 1                 | Tot. resultat | Lag 2             | 1:a matchen | 2:a matchen | Straffar |
| --------------------- | ------------- | ----------------- | ----------- | ----------- | -------- |
| Estudiantes de Mérida | 3–3 (s)       | Deportivo Táchira | 1–0         | 2–3         | 3–4      |
| Real Santa Cruz       | 3–1           | The Strongest     | 1–1         | 2–0         | —        |

## Åttondelsfinaler
| Lag 1                | Tot. resultat | Lag 2                 | 1:a matchen | 2:a matchen | Straffar |
| -------------------- | ------------- | --------------------- | ----------- | ----------- | -------- |
| Universitario        | 3–0           | Técnico Universitario | 3–0         | 0–0         | —        |
| Deportes Tolima      | (s) 2–2       | Rio Branco            | 2–0         | 1–1         | 3–1      |
| Portuguesa           | 1–4           | Atlético Mineiro      | 1–4         | 0–0         | —        |
| Deportivo Táchira    | 2–4           | América de Cali       | 1–1         | 1–3         | —        |
| Real Santa Cruz      | 1–6           | Lanús                 | 1–1         | 0–5         | —        |
| Vitória              | 6–1           | Sportivo Luqueño      | 2–0         | 4–1         | —        |
| Universidad de Chile | 3–3 (s)       | Colón                 | 2–1         | 1–2         | 2–3      |
| Defensor Sporting    | 5–6           | Danubio               | 3–3         | 2–3         | —        |

## Kvartsfinal
| Lag 1            | Tot. resultat | Lag 2           | 1:a matchen | 2:a matchen | Straffar |
| ---------------- | ------------- | --------------- | ----------- | ----------- | -------- |
| Universitario    | 2–1           | Deportes Tolima | 0–1         | 2–0         | —        |
| Atlético Mineiro | 3–2           | América de Cali | 2–1         | 1–1         | —        |
| Lanús            | 3–2           | Vitória         | 1–0         | 1–3         | —        |
| Colón            | (s) 2–2       | Danubio         | 1–1         | 1–1         | 3–2      |

## Semifinal
| Lag 1         | Tot. resultat | Lag 2            | 1:a matchen | 2:a matchen | Straffar |
| ------------- | ------------- | ---------------- | ----------- | ----------- | -------- |
| Universitario | 0–6           | Atlético Mineiro | 0–2         | 0–4         | —        |
| Lanús         | 3–1           | Colón            | 2–0         | 1–1         | 5–6      |

## Final
| Lag 1            | Tot. resultat | Lag 2 | 1:a matchen | 2:a matchen | Straffar |
| ---------------- | ------------- | ----- | ----------- | ----------- | -------- |
| Atlético Mineiro | 5–2           | Lanús | 4–1         | 1–1         | —        |